# Carl Gustaf Frölich
Carl Gustaf Frölich, född 1637, död (troligen den 4 mars) 1714, var en svensk greve, militär och ämbetsman. Han var bror till Eva Margareta Frölich samt far till Carl, David, Bengt och Charlotta Frölich.

## Biografi
Frölich blev 1676 major, överstelöjtnant och kommendant på Bohus fästning. Under sommaren 1678 belägrades Bohus fästning av Ulrik Frederik Gyldenløve och en armé på 7 000 tyska och 9 000 norska soldater. Bohus fästning hade en svensk besättning på 900 man, vilken leddes av överste Friedrich Börstell och överstelöjtnant Carl Gustaf Frölich. Fästningen besköts under två månader med mängder av kanonkulor, bomber, stenbumlingar, glödande kulor, granater och minor. Belägrarna använde också kastmaskiner för att slunga in säckar med latrin i syfte att sprida sjukdom. Den svenska besättningen klarade dock belägringen, men mer än halva besättningen strök med. Efter belägringen blev Frölich överste och kommendant i Marstrand. Han blev naturaliserad svensk adelsman 1682, generalmajor samt landshövding i Västernorrland med landskapen Jämtland och Härjedalen 1693.
Under Karl XII kom utnämningarna i rask takt för Frölich, varvid han 1698 blev regementschef för Hälsinge regemente, guvernör i Riga 1700–1706, generallöjtnant och friherre 1700, general av infanteriet 1704, kungligt råd och president i Dorpats hovrätt 1705 samt greve 1706. I rådet arbetade han med kraft för åtgärder i syfte att stärka Sveriges försvar.
Fröhlich var gift först med Plantina Margareta Bengtsdotter, död 1690 (födelseår ej bekant), och sedan med Beata Christina Cronström, född 1671, död 1752, som var dotter till Isaac Cronström.